# Odontopodisma
Odontopodisma é um género de insecto da família Acrididae.
Este género contém as seguintes espécies:
- Odontopodisma montana
- Odontopodisma rubripes

1. ↑  «Odontopodisma». Catalogue of Life. Species 2000: Leiden, the Netherlands. Consultado em 18 de maio de 2023